# Застава Уругваја
Застава Уругваја се састоји од девет хоризонталних пруга беле и плаве боје. У горњем левом углу налази се бела подлога на којој је мајско сунце са 16 зрака. Застава је усвојена први пут 1828. године а након мањих измена поново је усвојена 1830. године. Уругвај од 1952. године има три званичне заставе, застава Пабељон се користи најчешће али се на државним институцијама увек налазе и друге две заставе - Артигас и Треинтаитрес.